# Štírek domácí
Štírek domácí (Chelifer cancroides), nebo také štírek obecný, je druh štírka z čeledi Cheliferidae (štírkovití). Je kosmopolitní a v Česku velmi hojný. Štírci je řád pavoukovců, podobných štírům, v Česku žije několik desítek druhů. 

## Popis
Štírek domácí je drobný pavoukovec připomínající štíry svými dlouhými makadly zakončenými klepítky. Na rozdíl od štírů nemá zúžený konec zadečku zakončený bodcem s jedovou žlázou. Délka těla je asi 2,5 až 5 mm. Jeho makadla jsou zakončena několik mm dlouhými klepítky, na jejichž koncovém článku ústí jedová žláza. Jedová žláza je umístěna v jednom článku čelistí. Makadlová klepítka štírek používá při lovu kořisti. Tvar těla je hruškovitý, vpředu užší, hlavohruď je tmavě hnědá až červenohnědá, článkovaný zadeček je světlejší hnědošedý až hnědo červený a zploštělý. Na hlavohruď nasedá celou svou šířkou (bez jakékoliv stopky). Nohy dlouhé žlutohnědé až červenohnědé, štírek se na nich hbitě pohybuje všemi směry, dopředu, do strany i dozadu. Na hlavohrudi jsou zřetelné oči. Dýchá vzdušnicemi. Chelicery jsou nenápadné, také zakončené drobnými klepítky a vyúsťují na nich snovací žlázy.

## Výskyt a rozšíření
Jedná se o druh kosmopolitní, v Evropě široce rozšířený a v ČR velmi hojný. V přírodě pod kůrou, v listové hrabance, v mechu, ale také v ptačích hnízdech a podobných biotopech. Hojně se vyskytuje také v lidských obydlích a v jejich okolí, ve skříních, v různých škvírách a puklinách a také ve včelínech nebo stodolách. Podobně jako příbuzný štírek knihový také ve sbírkách přírodnin v knihovnách a archivech.

## Biologie a rozmnožování
Štírek se živí roztoči, včetně kleštíka včelího, chvostoskoky, pisivkami, larvami hmyzu a jinou vhodnou kořistí, kterou chytá svými klepety a ochromí ji jedem.
Štírci nemají specializované kopulační orgány. Během rozmnožovacího rituálu sameček odkládá stopkatý spermatofor a navádí na něj samičku, tak že se vzájemně přidržují klepítky. Samička spermatofor nasouvá do svého pohlavního otvoru a nasává jeho obsah. Po čase vytvoří na zadečku malý váček s vajíčky. Po vylíhnutí nosí počáteční stadia mladých štírků přisátá ke svému pohlavnímu otvoru, ze kterého vylučuje sekret, kterým nymfy vyživuje. Starší nymfy se po čase osamostatňují.
Žijí jeden až tři roky v závislosti na prostředí a podmínkách. Zimu přečkává v malých uzavřených zápředcích. Dokáže cestovat na velké vzdálenosti přichycen na ptáky nebo jiné obratlovce.
Z hlediska člověka je nejen neškodný, ale dokonce i užitečný, neboť likviduje různé druhy hmyzu a roztočů včetně kleštíka včelího. Nedokáže sice populaci kleštíka úplně zničit, ale může ji významně snížit. Včely štírka v úlu dobře snášejí. Štírek není nebezpečný ani člověku, neboť jeho makadlová klepítka lidskou kůži neprokousnou.